# ازرا (فیلم ۲۰۲۳)
ازرا (به انگلیسی: Ezra) فیلمی محصول سال ۲۰۲۳ و به کارگردانی تونی گلدوین است. در این فیلم بازیگرانی همچون بابی کاناوله، رز بیرن، ویرا فارمیگا، ووپی گلدبرگ، رین ویلسون، تونی گلدوین، ویلیام فیتزجرالد، رابرت دنیرو و ماتیلدا لاولر ایفای نقش کرده‌اند.

## داستان
مکس برنال، نویسنده سابق کمدی که اکنون به یک استندآپ کمدین تبدیل شده، با پدرش استن زندگی می‌کند. او رابطه خوبی با همسر سابقش جنا ندارد و آنها دائماً بر سر نحوه تربیت مشترک پسر اوتیستیکشان، ازرا، با هم اختلاف دارند. ازرا در سازگاری با دنیای بیرون مشکل دارد و مکس اغلب او را به کلاب‌های کمدی می‌برد تا به عنوان مایه خوش‌شانسی همراهش باشد، موضوعی که جنا را عصبانی می‌کند.
پس از شنیدن شوخی نامناسب دوست‌پسر وکیل جنا به نام بروس درباره کتک زدن مکس، ازرا این حرف را جدی می‌گیرد و سعی می‌کند به پدرش هشدار دهد، اما سگ ولگردی او را می‌ترساند و باعث می‌شود ازرا جلوی یک تاکسی در حال حرکت بترسد. وقتی ازرا از توضیح ماجرا خودداری می‌کند، پزشکش تصور می‌کند او قصد خودزنی داشته و با توجه به رفتارهای قبلی‌اش در مدرسه، او را به یک مدرسه ویژه منتقل می‌کند و داروهای غیرضروری برایش تجویز می‌کند. وقتی مکس اعتراض می‌کند، درگیری فیزیکی با پزشک باعث می‌شود حکم سه‌ماهه منع ملاقات با پسرش را دریافت کند.
بی‌چاره و بدون گزینه دیگر، مکس شبانه ازرا را "دزدیده" تا او را از محیط سمی‌ای که تصور می‌کند نجات دهد. در مسیر سفر به کلبه دوستش نیک در میشیگان، مکس از دوست و مدیر برنامه‌اش جین می‌شنود که ویدیویی از اجرای بد کمدی او به دست جیمی کیمل افتاده و او در صورت رسیدن به لس‌آنجلس تا روز جمعه برای تست، فرصت اجرا در برنامه‌اش را به مکس می‌دهد.
در همین حال، پلیس نیوجرسی و خدمات اجتماعی کودک، علی‌رغم اصرار جنا برای آرام نگه داشتن ماجرا به خاطر ازرا، هشدار گمشدگی در سطح ملی منتشر می‌کنند و جنا و استن (با اکراه) مجبور به تعقیب آنها می‌شوند. در طول سفر، هر دو به اشتباهات خود به عنوان والدین فکر می‌کنند. وقتی مکس متوجه اقدام جنا می‌شود، سعی می‌کند از پلیس فرار کند اما آنها را در جنگل شبانه گم می‌کند و باعث حمله اضطرابی ازرا می‌شود. ازرا به پدرش می‌گوید که همیشه پدری که نیاز داشته را برایش نبوده است. مکس به او اطمینان می‌دهد که با تمام اشتباهاتش، سعی می‌کند بهترین کار را برای او انجام دهد تا روزی بتواند از خودش مراقبت کند.
مکس و ازرا به لس‌آنجلس می‌رسند، اما تست اجرا به هم می‌ریزد وقتی اف‌بی‌آی برای دستگیری مکس می‌رسد، دقیقاً قبل از اینکه جنا و استن برسند. وقتی جنا سعی می‌کند موضوع را کم‌اهمیت جلوه دهد، ازرا به مأموری که می‌خواهد مکس را دستگیر کند حمله می‌کند و مکس به او اطمینان می‌دهد همه چیز خوب خواهد شد. در پایان، مکس به خانه جنا بازگشته و آنها با وجود محدودیت‌های نظارتی مکس، با هم برای تربیت ازرا همکاری می‌کنند.
در صحنه میان تیتراژ، مکس (بدون ازرا) در برنامه جیمی کیمل ظاهر می‌شود و لحظه عجیبی پشت صحنه رخ می‌دهد وقتی متوجه می‌شود افسر مشروطش شباهت عجیبی به دستیار جیمی، گیلرمو، دارد.